# Стать
Стать — біологічно, часто генетично, зумовлений поділ біологічних організмів на самців та самиць (для людей — на чоловіків та жінок).
У більшості організмів стать визначається набором специфічних статевих хромосом. При цьому одна з статей є гомохромосомною (2 однакові хромосоми: у людей це жінка, набір ХХ), а інша — гетерохромосомною (2 різні хромосоми: у людей це чоловік, набір XY).
Разом з тим, у низки тварин стать формується за допомогою екологічних чинників.

## Еволюція статі
Вважається, що статеве розмноження уперше з'явилося близько мільярда років тому, розвинувшись у предкових форм одноклітинних еукаріотів. Причина початкової еволюції статі та статевого розмноження, як і причини їх збереження до нашого часу досі залишаються багато у чому дискусійними. Деякі з багатьох правдоподібних теорій включають такі припущення:
- статеве розмноження створює різноманітність у нащадків,
- статеве розмноження допомагає розповсюдженню виграшних рис,
- статеве розмноження сприяє зникненню дизадаптивних ознак у нащадків.

Статеве розмноження характерне для еукаріотів, клітини яких містять ядро та мітохондрії. Воно притаманне не лише тваринам, рослинам та грибам, а й багатьом іншим еукаріотам (наприклад, малярійному плазмодію).
В природі існує три типи статевого розмноження: ізогамія, гетерогамія, і оогамія. У всіх трьох випадках утворюються статеві клітини з різною (взаємодоповнюючою) генетичною інформацією, які повинні злитися одна з одною, щоб дати початок новому організму. У зв'язку з цим коректніше сказати, що особина належить до чоловічої або жіночої статі тільки у випадку оогамії, тобто статевого розмноження, при якому як статеві клітини утворюються сперматозоїд та яйцеклітина. У двох інших випадках кажуть, що стать не чоловіча і не жіноча, а просто різна. Деякі дослідники розглядають оогамію як крайній варіант гетерогамії.
Для деяких бактерій є характерним процес кон'югації, що забезпечує перенесення генетичного матеріалу поміж клітинами. І хоча вищеназваний процес не дорівнює статевому розмноженню, у результаті отримуємо змішування спадкових ознак.
Різниця між гаметами та бінарна природа процесу запліднення вважаються визначальними для статевого розмноження. Причому, навіть попри наявність іншої кратності у типах гамет (більше ніж два типи) у межах одного виду, для такого виду може бути характерним статеве розмноження. Разом із тим багатоклітинних організмів із третьою гаметою не відомо.

Хоча розвиток і еволюція статі датується еукаріотичним періодом розвитку життя, початок хромосомного визначення статі відноситься до пізнішого періоду. Визначення статі по типу ZW характерне для птахів, деяких риб та ракоподібних.Переважна більшість ссавців, деякі комахи (Drosophila) та рослини (гінкго) використовують систему визначення статі XY. У деяких комах відома система визначення статі X0.
Між пташиною ZW-хромосомами та XY-хромосомами ссавців не існує жодних спільних генів,. Із порівняння хромосомних наборів курки та людини було встановлено, що Z-хромосома виявилася більш подібною до аутосомальної хромосоми номер 9 у людини, ніж до статевих X- або Y-хромосом. На основі цього було зроблено висновок, що системи визначення статі по типу ZW та XY не мають спільного походження, але статеві хромосоми розвинулися з аутосомальних хромосом спільного предка птахів та ссавців.
У статті 2004 року, де порівнюється Z-хромосома курки з X-хромосомою качкодзьоба, пропонується гіпотеза, що вказані дві системи пов'язані між собою.

## Визначення статі
Найбазовішою статевою системою є така, у якій всі організми даного виду є гермафродитами, і виробляють як чоловічі так і жіночі гамети. Це спостерігається у деяких тварин (наприклад равликів) та більшості квіткових рослин. Проте у багатьох випадках відбувається спеціалізація статевої системи — окремі організми виробляють лише чоловічі або жіночі гамети. Біологічний план розвитку організма до тієї чи іншої статі називається «визначення статі».
Для більшості видів з статевим поділом є характерною наявність чоловічих (виробляють тільки чоловічі гамети) або жіночих (виробляють відповідно тільки жіночі гамети) особин. З цього правила є численні винятки — наприклад, круглий черв C. elegans має дві статі — гермафродитну і чоловічу (така система називається андродиоційна).
Іноді організм розвивається у стан, проміжний між чоловічою і жіночою статю, так званий інтерсекс. Іноді інтерсексуальних індивідуумів називають «гермафродитами». Але на відміну від біологічних гермафродитів, інтерсекси є особливими випадками і зазвичай є неплідними як у чоловічому, так і у жіночому аспекті.

### Генетичне визначення

Як і людини та інших ссавців, у звичайної фруктової мушки стать визначається за системою XY.

Стать сприяє поширенню вигідних організму властивостей та рис за рахунок рекомбінації.
На малюнку зображені діаграми, на яких порівнюється еволюція частоти алелей серед статевої (вгорі) та безстатевої популяцій (внизу). Вертикальна вісь відповідає частоті, а горизонтальна — часу. Алелі а/А та b/B виникають у випадковому порядку.
При статевому розмноженні якісні алелі А і В, що виникають незалежно, можуть бути швидко об'єднані, що призведе до їх вигідної комбінації AB.
При безстатевому розмноженні утворення подібної комбінації займе більше часу або взагалі не буде можливим, оскільки для цього необхідний індивід, у якого вже є В, або навпаки.

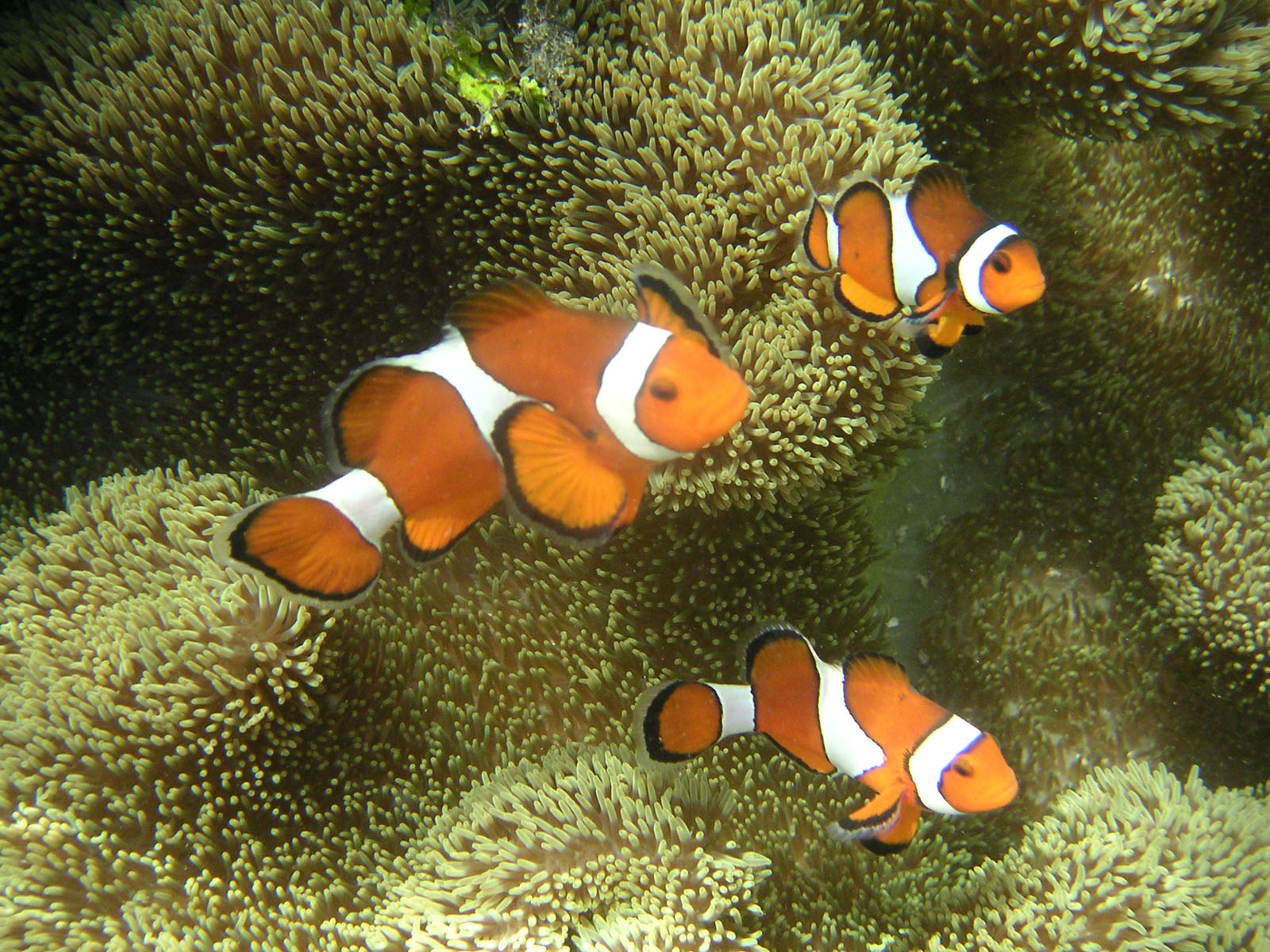
Риби-клоуни початково самці; найбільша особина групи згодом стає самкою.

Генетичні системи визначення статі характеризуються тим, що стать організму визначається геномом, який цей індивідуум успадковує. Генетична система визначення статі зазвичай залежить від асиметричного розподілу успадкованих статевих хромосом. Ці хромосоми несуть у своєму складі генетичні елементи, що впливають на розвиток. Стать може визначатися як лише наявністю певних статевих хромосом, так і їх кількістю у клітині. Генетичне визначення статі зазвичай продукує співвідношення чоловічого і жіночого потомства як один до одного. Причиною цьому є те, що основою генетичного визначення статі є розходження хромосом під час мейозу.
Для людей та інших ссавців притаманна система визначення статі за типом XY. Y-хромосома несе гени, що відповідальні за запуск розвитку організму згідно з чоловічим типом. Стать «за замовчуванням», коли Y-хромосома відсутня, — жіноча. Отож, ХХ-ссавці є самицями, а XY — самцями. Система визначення статі XY характерна не тільки для ссавців, але й для інших організмів, включаючи плодову мушку та деякі рослини. У деяких випадках (дрозофіла), стать визначається не наявністю Y-хромосоми, а кількістю Х-хромосом.
У птахів, для яких характерна система визначення статі ZW, обернене справедливе — хромосома W несе у собі елемент, що відповідає за розвиток жіночої статі. Відповідно, за замовчуванням розвивається чоловіча стать. У цьому випадку ZZ-особини є самцями, а ZW — самицями. Більшість метеликів та молей також мають систему визначення статі ZW. У обох системах визначення статі — XY та ZW — статева хромосома, що власне і несе у собі ключові фактори, часто значно менша за аутосоми. До складу цієї хромосоми входить не набагато більше генів, ніж необхідно для запуску розвитку заданої статі.
Багато комах використовують системи визначення статі, що базуються на кількості статевих хромосом. У такому випадку відбувається так зване визначення статі по типу X0. Нуль (0) означає відсутність статевої хромосоми. Усі інші хромосоми у таких організмів містяться у стандартних диплоїдних кількостях, але статевих хромосом може бути успадковано як дві, так і лише одна. У польових цвіркунів особини з однією X-хромосомою розвиваються як самці, тоді як ті комахи, що мають дві X-хромосоми — відповідно як самиці цвіркунів. У нематоди C. elegans більшість особин є самозаплідними ХХ-гермафродитами, але випадкові порушення у спадкуванні хромосом регулярно породжують особин лише з однією X-хромосомою. Такі Х0-особини є фертильними самцями (і половина їх потомства відповідно самці).
Інші комахи, включаючи бджіл та мурах використовують гаплодиплоїдну систему визначення статі. У цьому випадку диплоїдні особини зазвичай самиці, а гаплоїдні індивідууми (які розвиваються з незапліднених яєць) — самці. Ця система визначення статі призводить до сильно зміщеного відношення статей. Це відбувається через те, що стать нащадка визначається заплідненням, а не розходженням хромосом під час мейозу.

### Негенетичне визначення
У багатьох видів стать визначається не спадковістю, а факторами зовнішнього середовища, що діяли під час розвитку зиготи або пізніше у онтогенезі. Для багатьох рептилій характерним є температурозалежне визначення статі: температура за якої відбувався розвиток ембріона визначає стать організму. У деяких видів черепах наприклад, вилуплення самців є наслідком нижчої інкубаційної температури, ніж потрібна для того, щоб із відкладених яєць з'явилися самиці. Різниця між цими критичними температурами може не перевищувати 1-2 °C.
Багато риб змінюють стать протягом свого життя. Це явище називається послідовний гермафродитизм. У риби-клоуна менші особини зазвичай чоловічої статі, а домінантна та найбільша особина групи стає самицею. Для багатьох губанів ситуація прямо протилежна — більшість риб спочатку жіночої статі, і перетворюються на самців лише з досягненням певних розмірів. Послідовні гермафродити можуть виробляти обидва типи гамет протягом свого життя, але у будь-який даний час вони тільки чоловічої або жіночої статі.
У деяких папоротей початковий станом є гермафродитизм. Але у випадку коли рослина вегетує у ґрунті, де перед тим уже росли особини-гермафродити, завдяки впливу залишкових фітогормонів ця папороть розвивається у чоловічу рослину.

## Стать людини
Біологічна стать людини визначається як сукупність анатомічних, фізіологічних, біохімічних та генетичних характеристик, що відрізняють чоловічий організм від жіночого, здатних застосовуватися окремо або в комплексі для ідентифікації та розрізнення чоловіка від жінки.
У біологічній статі виділяють наступні компоненти:
| Компонент статі                | Критерій розрізнення                               | Жіноча стать | Чоловіча стать                                           |
| ------------------------------ | -------------------------------------------------- | --- | -------------------------------------------------------- |
| Генетична або хромосомна стать | Набір статевих хромосом                            | XX | XY                                                       |
| Гонадна стать                  | Статеві залози (гонади)                            | Яєчники | Сім'яники (яєчка)                                        |
| Внутрішня генітальна стать     | Внутрішні статеві органи                           | Матка, маткові труби, вагіна та основні структури клітора | Простата та сім'яні канальці                             |
| Зовнішня генітальна стать      | Зовнішні статеві органи                            | Вульва (зовнішні та внутрішні статеві губи, голівка клітора, вагінальний отвір)                                                                                     | Пеніс та мошонка                                         |
| Гормональна стать              | Переважання у крові певного виду статевих гормонів | Переважають естрогени | Переважають андрогени                                    |
| Стать вторинних статевих ознак | Вторинні статеві ознаки                            | Жіноча фігура - Будова скелета - Розвинуті молочні залози - Розподіл підшкірної жирової клітковини в районі тазу Оволосіння за жіночим типом Висота та тембр голосу | Молочні залози нерозвинені Оволосіння за чоловічим типом |

Розвиток вторинних статевих ознак визначається як рівнем статевих гормонів, так і расовими, іншими генетичними особливостями, характеристиками зовнішнього середовища.

### Визначення статі у людини
Здебільшого стать можна визначити візуально: за наявністю первинних статевих ознак (найпопулярніший цей метод при визначенні статі дитини чи плоду). Винятком є випадки тяжкої генетичної чи гормональної патології (наприклад гермафродитизм), коли генетичну стать визначають мікроскопічно (пошук тілець Бара у лейкоцитах). Вторинні статеві ознаки не є показником статі, вони лише відображають правильність перебігу процесу статевого дозрівання.

#### Аномальна генетика статі
У таблиці наведено приклади комбінацій статевих хромосом, зокрема, у випадках, коли гамета через порушення процесу мейозу несе зайву, або не несе жодної статевої хромосоми:
| Гамети ♀\♂ | X    | Y    | XY    | 0   |
| ---------- | ---- | ---- | ----- | --- |
| X          | XX♀  | XY♂  | XXY♂  | X0♀ |
| XX         | XXX♀ | XXY♂ | XXXY♂ | XX♀ |
| 0          | X0♀  | Y0†  | XY♂   | 00† |

Зазвичай пара статевих хромосом визначає чоловічу (XY♂) чи жіночу (XX♀) стать. Зигота без жодної X-хромосоми, очевидно, нежиттєздатна і випадків народження людей з такою аномалією не зафіксовано. Тим часом наявність «зайвої» X-хромосоми — справді доволі поширене явище (синдром Клайнфельтера у чоловіків та полісомія X (не є хворобою) у жінок), рідше спостерігається відсутність другої X-хромосоми у жінок (синдром Шерешевського—Тернера). Тільця Барра— інактивовані X-хромосоми — спостерігаються звичайно лише у жінок, однак вони є і при синдромі Клайнфельтера та відсутні при синдромі Тернера, так що визначення генетичної статі стає непростою задачею. Порушення нормальної кількості та будови статевих хромосом може відбуватися і в соматичних клітинах внаслідок мутацій чи порушення розходження хромосом, зокрема при дробленні зиготи. У цьому випадку спостерігається мозаїцизм, що іноді проявляється як істинний гермафродитизм.
Біологічна стать — це також один з п'яти компонентів людської сексуальності. Інші чотири компоненти сексуальності:
- сексуальна орієнтація,
- сексуальна ідентичність,
- гендерна ідентичність,
- соціальна гендерна роль.

## Стать тварин

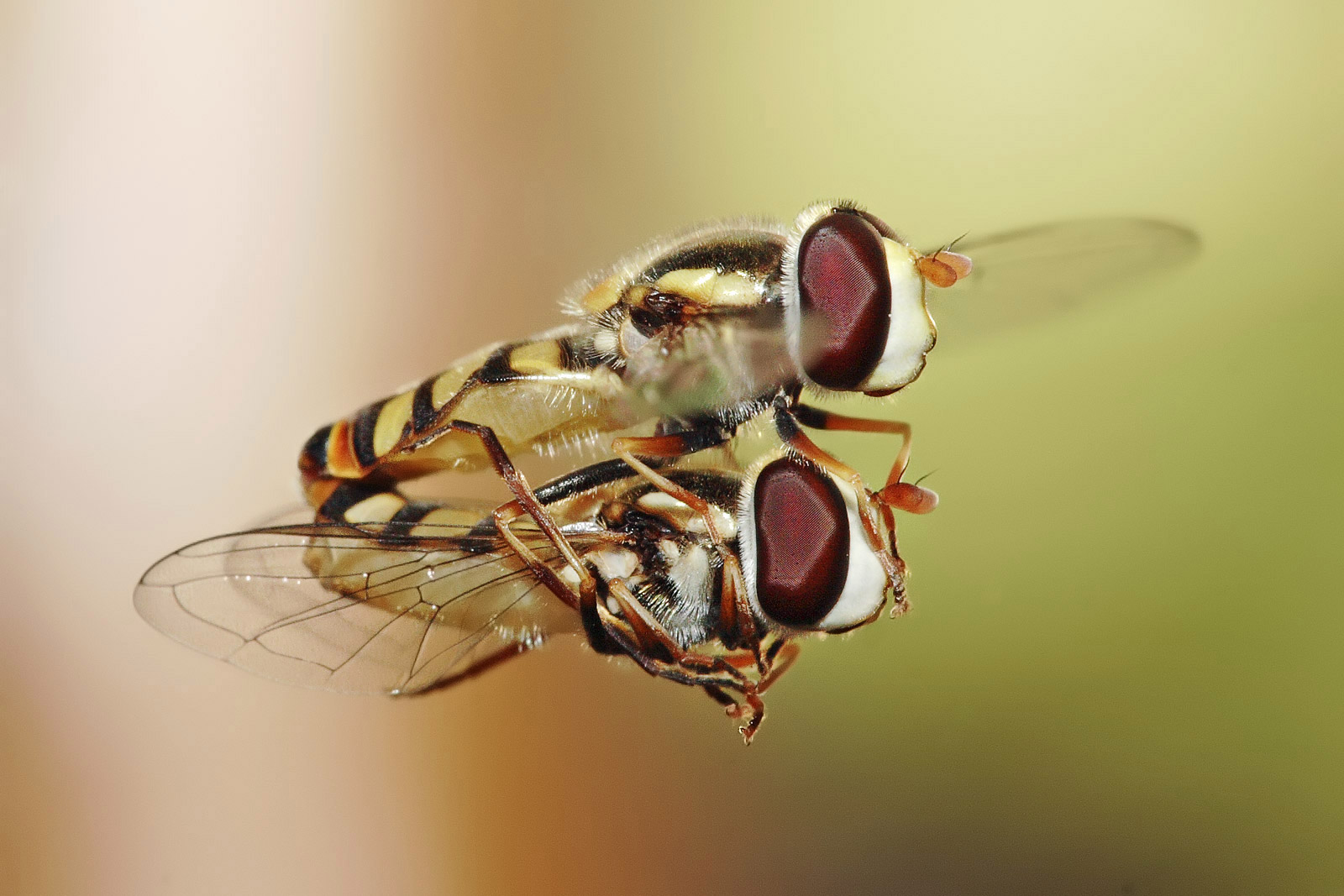
Комахи під час статевого акту

- Самець
- Самиця
- Гермафродит

## Стать комах
Розмноження у більшості комах супроводжується паруванням та заплідненням і пов'язане з участю двох статей. Однак комахам притаманні й інші способи розмноження — живонародження, партеногенез, педогенез і поліембріонія.
У дорослих комах часто спостерігається статевий диморфізм, а в ряді випадків і поліморфізм. Найпоширеніший тип поліморфізму — статевий, притаманний суспільним комахам (бджолам, мурахам, осам, термітам). Інший тип поліморфізму можна назвати екологічним, бо виникає він під впливом зовнішнього середовища. Прикладом екологічного поліморфізму є сезонний поліморфізм.

## Стать рослини
Рослинам властиво як статеве, так і безстатеве (вегетативне або спороутворення) розмноження. При описі статевого розмноження вищих рослин часто використовують терміни «однодомність» та «дводомність». У однодомних рослин сперматозоїди та яйцеклітини (для вищих рослин здебільшого характерна оогамія) утворюються на одній і тій же рослині, у випадку дводомних — на різних рослинах. Поняття «однодомність» та «дводомність» не зовсім точно співвідносяться з поняттями «гермафродитизм» і «роздільностатевість» у тварин. Наприклад, всі квіткові рослини можна розділити на:
- рослини з двостатевими квітками (квітки, яких складаються як з тичинок, так і з однієї або декількох маточок)
- рослини з одностатевими квітками (у квітці яких наявні тільки тичинки — тичинкові квітки, або лише одна або декілька маточок — маточкові квітки).

Разом із цим рослини з одностатевими квітками можуть бути:
- однодомні (на одній і тій же рослині знаходяться і тичинкові, і маточкові квітки),
- дводомними (на одній рослині знаходяться лише тичинкові квітки, а на іншій відповідно лише маточкові)[15].

## Статевий диморфізм

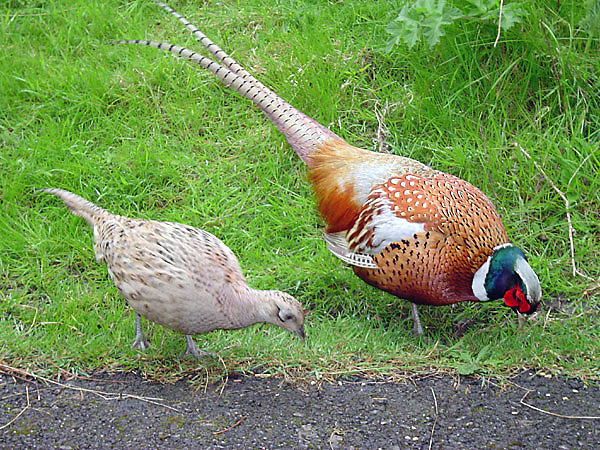
Самці і самиці фазанів різняться як розмірами, так і зовнішнім виглядом.

Для багатьох тварин є притаманним статевий диморфізм — явище, що полягає у наявності значних відмінностей у зовнішньому вигляді і розмірах самців і самиць одного виду. Статевий диморфізм дуже часто пов'язаний зі статевим відбором — конкуренцією між індивідуумами однієї статі за право спаритися з особиною протилежної статі. Роги у оленів, наприклад, служать для поєдинків між самцями за право доступу до самиць. У багатьох випадках самці мають більші розміри ніж самиці того ж виду. У ссавців видам зі значним статевим диморфізмом, як правило, притаманна полігінія. Ймовірно, це пояснюється відбором по успішності у боротьбі з іншими самцями.
Для інших тварин, включно з більшістю комах та багатьма рибами, притаманним є переважання у розмірах самиць. Цей факт може бути пов'язаний з вартістю продукування яйцеклітин. Процеси оогенезу потребують інтенсивнішого харчування, ніж виробництво сперми — більші самиці здатні виробити більше яєць. Час від часу цей диморфізм набуває крайніх проявів — самець редукується до паразитичного придатка на тілі самиці (глибоководні вудильники).
У птахів самці часто мають яскравіший зовнішній вигляд. Також їм можуть бути притаманні певні риси (наприклад довгий хвіст у павичів), що ставлять особину у програшне положення (яскраві кольори роблять птаха помітнішим для хижаків). Запропоноване пояснення цьому феномену — так званий «принцип гандикапу». Ця гіпотеза стверджує, що демонструючи самиці те, що він може вижити з таким недоліком, самець рекламує свою генетичну пристосованість — риси, які будуть корисні і його потенційним дочкам, які у свою чергу не будуть обмежені такими недоліками (в силу своєї статі).
Статеві відмінності у людини включають, загалом, більші розміри тіла та більше волосся на тілі у чоловіків; у жінок — наявність грудей, ширші стегна (також пристосування до дітородіння) та вищий відсоток жиру до маси тіла.